# Đại Việt Phục hưng Hội
Đại Việt Phục hưng Hội là một tổ chức chính trị hoạt động tại Trung Kỳ từ 1942 đến 1945.

## Lịch sử
Cuối năm 1940, quân Nhật tiến vào Đông Dương chia sẻ quyền cai trị Đông Dương với thực dân Pháp. Mặc dù vẫn duy trì bộ máy chính quyền thực dân Pháp, người Nhật vẫn thúc đẩy các hoạt động hỗ trợ cho các tổ chức chính trị thân Nhật chống Pháp để loại trừ dần ảnh hưởng của Pháp, đi đến độc chiếm quyền cai trị Đông Dương.
Đại Việt Phục hưng Hội được thành lập đầu năm 1942, do 3 anh em Ngô Đình Khôi, Ngô Đình Diệm và Ngô Đình Nhu lãnh đạo. Hội ủng hộ Hoàng thân Cường Để, chủ trương liên kết với Đế quốc Nhật Bản để gạt ảnh hưởng của Pháp tại Đông Dương. Hội phát triển chủ yếu trong nhóm trong các gia tộc quan lại tại Huế, không phát triển sâu rộng trong quần chúng.
Những hoạt động của Đại Việt Phục hưng Hội dù rất bí mật nhưng vẫn bị mật thám Pháp phát hiện. Đầu năm 1944, Sở Mật thám Trung Kỳ tổ chức vây bắt các yếu nhân trong Đại Việt Phục hưng Hội. Trừ Ngô Đình Diệm và một số ít thành viên trốn thoát, hầu hết các thành viên của Đại Việt Phục hưng Hội đều bị bắt. Phía người Nhật hầu như không có động thái can thiệp nào để bảo vệ cho Hội.
Mãi đến khi Nhật đảo chính Pháp ngày 9 tháng 3 năm 1945, Đại Việt Phục hưng Hội mới phục hồi hoạt động trở lại. Hội cũng tích cực cổ vũ cho sự ra đời của Đế quốc Việt Nam dưới sự lãnh đạo của Hoàng thân Cường Để và lãnh tụ Ngô Đình Diệm của Đại Việt Phục hưng Hội làm Thủ tướng. Tuy nhiên, người Nhật đã chọn giải pháp tiếp tục duy trì Hoàng đế Bảo Đại, và dưới áp lực của người Nhật, Hoàng đế Bảo Đại đã chỉ định Trần Trọng Kim làm Thủ tướng của Đế quốc Việt Nam. Sự kiện này một lần nữa làm phân hóa trầm trọng sự ủng hộ của Đại Việt Phục hưng Hội đối với Đế quốc Việt Nam.
Sau khi Nhật Bản đầu hàng, tổ chức Đại Việt Phục hưng Hội mất hậu thuẫn và lần thứ 3 bị phân hóa. Đặc biệt sau khi lãnh tụ Ngô Đình Khôi cùng với Ngô Đình Huân, Phạm Quỳnh bị Việt Minh sát hại đã gây tổn thất lớn đến tinh thần của tổ chức. Đại Việt Phục hưng Hội buộc phải ngừng hoạt động, một vài Đảng viên cốt cán chuyển sang các phong trào chính trị có tầm ảnh hưởng lớn hơn.

## Một số đảng viên nổi bật
- Ngô Đình Khôi
- Ngô Đình Diệm: sau trở thành Tổng thống đầu tiên của Việt Nam Cộng hòa
- Ngô Đình Nhu: sau là cố vấn của Ngô Đình Diệm
- Ngô Đình Huân
- Phan Thúc Ngô
- Đỗ Mậu